# Regeringen Jógvan Sundstein I
Jógvan Sundsteins første regering var Færøernes regering fra den 18. januar 1989 til den 22. juni 1989. Regeringen bestod af Fólkaflokkurin (FF), Tjóðveldisflokkurin (TF), Sjálvstýrisflokkurin (SF) og Kristiligi Fólkaflokkurin (KrF), under ledelse af lagmand Jógvan Sundstein (FF).
|                                     | Minister          | Parti | Fra             | Til           |
| ----------------------------------- | ----------------- | ----- | --------------- | ------------- |
| Lagmand                             | Jógvan Sundstein  | FF    | 18. januar 1989 | 22. juni 1989 |
| Vicelagmand                         | Signar Hansen     | TF    | 18. januar 1989 | 22. juni 1989 |
| Ministerium                         | Minister          | Parti | Fra             | Til           |
| Energi-, miljø- og skoleministeriet | Signar Hansen     | TF    | 18. januar 1989 | 22. juni 1989 |
| Fiskeri- og kommunalministeriet     | Anfinn Kallsberg  | FF    | 18. januar 1989 | 22. juni 1989 |
| Finans- og økonomiministeriet       | Finnbogi Ísakson  | TF    | 18. januar 1989 | 22. juni 1989 |
| Kultur- og trafikministeriet        | Karl Heri Joensen | SF    | 18. januar 1989 | 22. juni 1989 |
| Social- og sundhedsministeriet      | Tordur Niclasen   | KrF   | 18. januar 1989 | 22. juni 1989 |

## Eksterne links
- Færøernes lagmænd og regeringer efter 1948 Arkiveret 6. oktober 2014 hos  Wayback Machine

| Portal | Portal:Færøerne |